# ピッツバーグ (重巡洋艦)
| USS Pittsburgh (CA-72) |                                                   |
| 艦歴                   |                                                   |
| 発注:                  |                                                   |
| 起工:                  | 1943年2月3日                                      |
| 進水:                  | 1944年2月22日                                     |
| 就役:                  | 1944年10月10日                                    |
| 退役:                  | 1956年8月28日                                     |
| 除籍:                  | 1973年7月1日                                      |
| その後:                | 1974年に廃棄                                      |
| 性能諸元               |                                                   |
| 排水量:                | 13,600 トン                                       |
| 全長:                  | 674 ft 11 in                                      |
| 全幅:                  | 70 ft 10 in (31.4 m)                              |
| 吃水:                  | 20 ft 6 in                                        |
| 機関:                  |                                                   |
| 最大速:                | 33 ノット                                         |
| 乗員:                  | 士官、兵員1,142名                                 |
| 兵装:                  | 55口径8インチ砲9門、 5インチ砲12門、 20mm機銃48基 |
| 搭載機:                | 2機                                               |

ピッツバーグ (USS Pittsburgh, CA-72) は、アメリカ海軍の重巡洋艦。ボルチモア級重巡洋艦の5番艦。艦名はペンシルベニア州ピッツバーグに因む。その名を持つ艦としては3隻目。当初の艦名はオールバニ (Albany) と予定されていた。

## 艦歴
ピッツバーグは1943年2月3日にマサチューセッツ州クインシーのベスレヘム・スチール社で起工し、1944年2月22日にコーネリアス・D・スカリー夫人（ピッツバーグ市長の妻）によって進水、1944年10月10日にボストン海軍工廠でジョン・E・ギングリッチ艦長の指揮下就役する。
ピッツバーグは東海岸沿いおよびカリブ海で訓練を行い、1945年1月13日にボストンを出航し太平洋での任務に向かう。パナマに寄港し、ハワイで最終の砲撃訓練を行った後、2月13日にウルシー環礁で第58任務部隊に合流、ピッツバーグは航空母艦レキシントン (USS Lexington, CV-16) を中心とする第58.2任務群に配属された。
配属後最初の任務は硫黄島攻撃で、上陸した部隊に対する支援砲撃を行った。その後2月下旬には東京及び南西諸島方面を空襲した空母部隊の直衛を務め、作戦完遂後補給のためにウルシー泊地に戻る。3月14日に再出撃、九州南部を空襲するフランクリン他の空母部隊の直衛につく。3月19日、特攻機の突入で大破したフランクリンを救援。落水者救助にあたり、その後フランクリンを曳航してウルシー泊地に帰還する。
3月末からは沖縄戦に参加し、引き続き空母部隊の護衛を務める。6月4日、沖縄南東の太平洋上で任務中だった第38任務部隊はコニー台風に遭遇。ピッツバーグは艦首部およそ104フィートが切断・脱落する損害を受ける。幸運なことに本艦ではこの台風での死傷者は発生しなかったものの、艦隊全体では死者6名、150機以上の航空機が使用不能となった。艦首を切断したピッツバーグは応急修理ののちわずか6ノットの低速でグアムに避退、さらに6月24日グアムからピュージェット・サウンド海軍工廠に向け出航した。7月16日に到着したがこの修理中に戦争は終結し、予備艦に指定された。
1951年、朝鮮戦争の勃発によって現役に復帰。パナマ運河・グアンタナモを経由してノーフォークに移り、第6艦隊に配備されて地中海に展開した。1953年と1954年にはインド洋に進出する演習も行っている。1954年7月29日、セントローレンス川で衝突事故を起こし喫水線より上に破口するが程なく修理は完了し任務に戻った。この修理の完了後第一次台湾海峡危機への対処のために第7艦隊に配属され、横須賀を母港とする。海峡危機が1955年2月の大陳島撤退作戦によって終結すると本土に戻り、1956年8月28日付で予備役艦に編入。ブレマートンで保管される。その後1973年に除籍され、翌年オレゴン州ポートランドで解体された。
ピッツバーグは第二次世界大戦中の戦功で2つの従軍星章を受章した。